# St. Nikolaus (Zielitz)

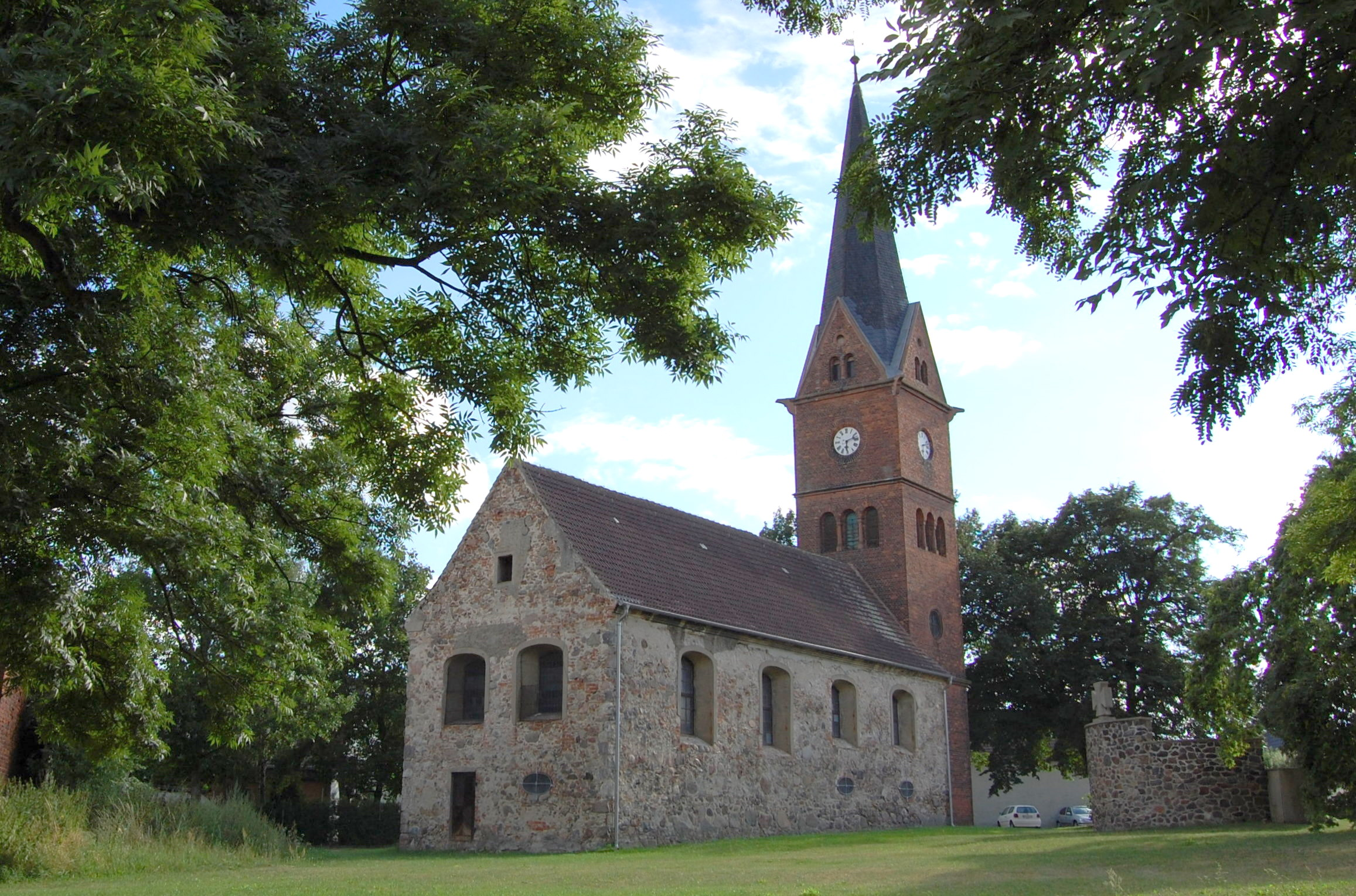
Sankt-Nikolaus-Kirche

St. Nikolaus ist die evangelische Kirche des Dorfes Zielitz in Sachsen-Anhalt.

## Geschichte und Architektur
Das Kirchengebäude entstand 1726 als barocke Saalkirche auf rechteckigem Grundriss. Eine im Turm eingelassene Inschrift führt das Baujahr an. Westlich des ursprünglich verputzten Kirchenschiffs befindet sich der Kirchturm mit achteckigem Spitzhelm von 1877. Die Gliederung der Fassade des Kirchenschiffs erfolgt durch Ecklisenen und einem Kranzgesims. Im westlichen Bereich des Schiffs sind jeweils zwei Fenster übereinander angebracht. Unter Korbbogenfenstern befinden sich dort kleine Fenster mit einem querovalen Format.
Im Inneren ist das Kirchenschiff von einer flachen Decke überspannt. Die Ausstattung stammt noch aus der Bauzeit der Kirche, so insbesondere das Kastengestühl und die Hufeisenempore. Bemerkenswert ist der Kanzelaltar. Er ist aufwendig gestaltet und verfügt in der Mitte über einen Durchgang. Geschnitzte Akanthuswangen, Kompositsäulen und ein gesprengter Giebel prägen seine Erscheinung. Der Korb der Kanzel ist dreiseitig ausgeführt und mit Blattwerk und Voluten versehen.
Der Orgelprospekt stammt vom Ende des 19. Jahrhunderts und wurde von der Stendaler Firma R. Voigt gefertigt.